# Episodi di Polizia squadra soccorso (seconda stagione)
La seconda stagione della serie televisiva Polizia squadra soccorso è stata trasmessa in anteprima in Australia dalla ABC tra il 3 settembre 1992 e il 3 dicembre 1992.
| nº | Titolo originale      | Titolo italiano | Prima TV Australia | Prima TV Italia |
| -- | --------------------- | --------------- | ------------------ | --------------- |
| 1  | The Right Stuff       |                 | 3 settembre 1992   |                 |
| 2  | Off the Track         |                 | 10 settembre 1992  |                 |
| 3  | The Hard Way          |                 | 17 settembre 1992  |                 |
| 4  | The Big Canary        |                 | 24 settembre 1992  |                 |
| 5  | Judgement Day         |                 | 1º ottobre 1992    |                 |
| 6  | Stakeout              |                 | 15 ottobre 1992    |                 |
| 7  | Sugar                 |                 | 22 ottobre 1992    |                 |
| 8  | With a Vengeance      |                 | 29 ottobre 1992    |                 |
| 9  | Reasons to Live       |                 | 8 novembre 1992    |                 |
| 10 | From This Day Forward |                 | 15 novembre 1992   |                 |
| 11 | Angel's Devils        |                 | 22 novembre 1992   |                 |
| 12 | The Real Meaning      |                 | 26 novembre 1992   |                 |
| 13 | Heartbeat             |                 | 3 dicembre 1992    |                 |